# Margońska Wieś
Margońska Wieś (prononciation : [marˈɡɔɲska ˈvjɛɕ]) est un  village polonais de la gmina de Margonin dans le powiat de Chodzież de la voïvodie de Grande-Pologne dans le centre-ouest de la Pologne.
Il se situe à environ 3 kilomètres à l'est de Margonin (siège de la gmina), 16 kilomètres à l'est de Chodzież (siège du powiat), et à 85 kilomètres au nord de Poznań (capitale de la Grande-Pologne).

## Histoire
De 1975 à 1998, le village faisait partie du territoire de la voïvodie de Piła.

Depuis 1999, Margońska Wieś est situé dans la voïvodie de Grande-Pologne.